# جيسيكا هسنر
جيسيكا هسنر (بالألمانية: Jessica Hausner) (و. 1972  م) هي كاتبة سيناريو، ومخرجة أفلام، ومنتجة أفلام نمساوية، ولدت في فيينا.

## جوائز
حصلت على جوائز منها:
- Vienna Film Award  [لغات أخرى]‏، عن عمل: Lourdes (2009 film) [الإنجليزية]‏ (2009)[4][5]
- Vienna Film Award  [لغات أخرى]‏، عن عمل: Lovely Rita (film) [الإنجليزية]‏ (2001)[6][7]
- جائزة الفيلم النمساوية [الإنجليزية]‏.

## وصلات خارجية
- جيسيكا هسنر على موقع IMDb (الإنجليزية)
- جيسيكا هسنر على موقع مونزينجر (الألمانية)
- جيسيكا هسنر على موقع قاعدة بيانات الأفلام العربية
- جيسيكا هسنر على موقع ألو سيني (الفرنسية)
- جيسيكا هسنر على موقع أول موفي (الإنجليزية)
- جيسيكا هسنر على موقع قاعدة بيانات الأفلام السويدية (السويدية)
- جيسيكا هسنر على موقع قاعدة بيانات الفيلم (الإنجليزية)
- جيسيكا هسنر على موقع كينوبويسك (الروسية)